# 山の郵便配達
『山の郵便配達』（やまのゆうびんはいたつ、原題: 那山、那人、那狗、直訳: あの山、あの人、あの犬）は、1999年製作の中国映画。監督は霍建起（フォ・ジェンチイ）。
彭見明（ポン・ジェンミン）による同名の短編小説（原題『那山那人那狗』）を原作とする。
長年に亘って中国の山岳地域に手紙を届けてきた郵便配達人が年老いて引退を決め、後を継ぐ息子と一緒に最後の配達をする過程で、息子が父親と手紙の受取人たちから多くを学ぶ姿を描く。
湖南省の南西および南部の綏寧県と道県で撮影され、劇中のトン族の村の夕刻の祭で蘆笙の踊りも披露された。

## あらすじ
1980年代初期の、湖南省西部の山岳地域。その地域に向けて若い男が、郵便配達人として初めての旅に出る。彼の父はベテランの郵便配達人だったが、膝を痛め仕事を引退せざるを得なくなった。父は相棒であり誠実な家族でもある犬「次男坊」と一緒に、2泊3日で息子に同行する。父にとっては最後の、息子にとっては最初の郵便配達だ。
父は息子に仕事の真髄を丹念に教え、息子は郵便配達人の仕事が単に手紙を送り届けるだけにとどまらないのだと理解する。息子は父と村民たちの深い交流を目の当たりにし、トン族の結婚式の祝宴にも加わる。息子は山の娘とは結婚しないという。母がいつも故郷を恋しがっていたからだ。母さんは元は山の娘で、ケガをしたのを父が助けたのがきっかけで結ばれたのだという。
いくつかの思い出がフラッシュバックし、息子のトランジスタラジオからは多くのポップ・ミュージックも流れる。最後に一人で配達に出かける息子を「次男坊」が追っていく。

## 配役
| 役名       | 俳優                       | 日本語吹替 |
| ---------- | -------------------------- | ---------- |
| 父親       | 滕汝駿（トン・ルゥジュン） | 小川真司   |
| 息子       | 劉燁（リィウ・イェ）       | 松本保典   |
| 母親       | 趙秀麗（ヂャオ・シゥリー） | 寺内よりえ |
| 五婆       | 龔業珩（ゴン・イェハン）   | 斉藤昌     |
| トン族の娘 | 陳好（チェン・ハオ）       | 小林さやか |

- ＜日本語版制作スタッフ＞

その他声の出演：石波義人、辻親八、青木誠、重松朋、杉原美和
演出：市来満、日本語字幕：関口暁子、翻訳：日笠千晶、調整：佃安夫、担当：宇出喜美（ニュージャパンフィルム）、制作：ニュージャパンフィルム

## 受賞とノミネート
- 金鶏奨、1999年
  - 主演男優賞 - 滕汝駿
  - 作品賞
- 日本アカデミー賞、2002年
  - 外国作品賞ノミネート
- 毎日映画コンクール、2002年
  - 外国映画ベストワン賞
- モントリオール世界映画祭、2002年
  - People's Choice Award
  - Grand Prix des Amériques ノミネート